# Bogislav Friedrich Emanuel von Tauentzien
Bogislav Friedrich Emanuel von Tauentzien est un militaire prussien, né le 15 septembre 1760 à Potsdam et mort le 20 février 1824, qui atteint le grade de général d'infanterie.

## Carrière militaire
Fils du général Friedrich Bogislav von Tauentzien et Johanna Charlotte von dem Knesebeck (de), il entre à 16 ans dans l'armée prussienne comme aspirant, devient l'aide de camp du prince Henri de Prusse et sert dans le 35e régiment d'infanterie, commandé par le prince. Il participe ainsi à la Guerre de Succession de Bavière.
Promu major en 1791, Tauentzien est fait comte le 5 août de la même année puis est décoré de la croix Pour le Mérite en 1792 pour son rôle comme officier de liaison avec l'armée autrichienne. Il est promu colonel en 1795 puis Generalmajor en 1801.
Le 9 octobre 1806, le corps du général von Tauentzien est battu au combat de Schleiz par le corps du maréchal Bernadotte lors du premier engagement de la campagne de Prusse. Quelques jours plus tard, il commande le corps de réserve prussien lors de la bataille d'Iéna.
Devenu général d'Infanterie, Tauentzien prend part à la tête du 4e corps prussien pour la campagne de Saxe de 1813. Il combat à Gross-Beeren où il défend Blankenfelde puis à Dennewitz où son corps défend le défilé de Dennewitz jusqu'à l'arrivée du corps de Bülow. Après la bataille de Leipzig, il met le siège devant Torgau, défendue par le général de Narbonne-Lara puis par le général Dutaillis. La place capitule le 10 janvier 1814. Simultanément, une partie de son corps assiège la place de Wittemberg, défendue par le général Lapoype, qui capitule le 13 janvier 1814.

## Famille
Tauentzien épouse Elisabeth Karoline Isabella von Marschall. Le couple a une fille :
- Henriette Elisabeth (Lisinka) Johanna Ulrike (née le 5 février 1785 et morte le 28 décembre 1859) mariée avec Georg Leopold Gustav August von Hake (1776–1838), général prussien, commandant de Magdebourg

Après son décès en 1785, il épouse Luise Friederike Juliane von Arnstedt (née le 4 janvier 1760 et morte le 25 mars 1840) à Berlin le 27 septembre 1787, fille du colonel Adam Friedrich von Arnstedt (de). Au total, il a quatre enfants, dont :
- Friedrich Heinrich Bogislav (de) (1789–1854), général prussien
- Johanna Emilie Wilhelmine Charlotte (1792–1792)
- Wilhelmine Luise Katharina Cäcilie (1798–1802).

Avec la mort de son fils Heinrich Bogislav en 1854, la branche comtale de la dynastie von Tauentzien (de) s'éteint.

## Honneurs
La Tauentzienstraße (de) dans le Train des généraux (de) de Berlin porte son nom.